# Martti Ahtisaari-föreläsningar
Martti Ahtisaari-föreläsningar är föreläsningar som hålls i Jyväskylä sedan 2000, som huvudsakligen behandlar teman som rör mellanstatlig säkerhet. Föreläsningar har anordnats av Jyväskylä stad, Jyväskylä universitet, Förbundet för Mellersta Finlands andliga försvar och Keskisuomalainen-lehti.
Traditionen började när presidenterna för republikerna Finland, Estland, Polen, Litauen och Lettland samlades i Jyväskylä på tioårsdagen av det kalla krigets slut den 8 november 1999, med hjälp av president Martti Ahtisaari, för att bedöma framtidsutsikter för sina länder och Europa vid ett offentligt evenemang.
Talarna för Martti Ahtisaari-föreläsningen har varit inhemska och utländska statsledare, och i sina tal har de främst diskuterat teman relaterade till mellanstatlig säkerhet. Föreläsningen som hölls 2024 var den sextonde. Det var en diskussionshändelse föregående november till minne av den bortgångne Ahtisaari och för att hedra hans arv av fred.

## Föreläsare
- 2000 Max Jakobson
- 2001 Harri Holkeri
- 2002 Göran Persson
- 2003 Arnold Rüütel
- 2004 Matti Vanhanen
- 2005 Branko Crvenkovski
- 2006 Tarja Halonen
- 2007 Martti Ahtisaari
- 2008 Abdullah Gül
- 2009 Jorma Ollila
- 2010 Mari Kiviniemi
- 2012 Jyrki Katainen[1]